# Arvid Kurki
Arvid (Arvi) Kurki (né en  1465 à Vesilahti – mort le 22 juillet 1522 à Öregrund) est évêque de Turku de 1510 à 1522.

## Biographie
À la fin des années 1480, Arvid Kurki étudie à la Sorbonne. 
Il est considéré comme étant le dernier archevêque catholique de Finlande. 
Ses successeurs commencent à promouvoir modérément la réforme. 
Arvid Kurki milite pour Sten Sture le Jeune qui est contre le rétablissement de l'union de Kalmar. 
En 1520, il survit au Bain de sang de Stockholm car il ne participe pas au couronnement de Christian II. 
En 1522, il participe au soulèvement contre Christian II. 
La rébellion est battue et Arvid Kurki doit fuir l'attaque des danois . 
Il meurt dans le naufrage de son bateau en mer de Botnie à proximité de la ville d'Öregrund.